# إنشوبينغ
إنشوبينغ (بالسويدية: Enköping)‏ هي محلة ومقر بلدية إنشوبينغ، مقاطعة أوبسالا، السويد. يبلغ عدد سكانها 21,121 نسمة وذلك اعتباراً من 31 ديسمبر 2010. ترتفع إنشوبينغ عن سطح البحر قرابة 16 متر وتبلغ مساحتها 10.67 كم².

## أعلام
- أميليا أندرسدوتر
- ميخائيل انمان
- لارس بيرغ
- آرنه يوهانسون
- ثوم إكلوند
- جويل راجالاسكو